# Późny okres osmański
Późny okres osmański (ok. 1750–1918) – określona archeologicznie i historycznie periodyzacja obszarów znajdujących się pod kontrolą Imperium Osmańskiego i jego zależności, przede wszystkim na Bliskim Wschodzie, w Afryce Północnej, na Kaukazie i Bałkanach. W związku z tym zasięg przestrzenny obszaru objętego definicją był dynamiczny i zmniejszał się w miarę upływu czasu. Okres ten jest także odrębny pod względem źródeł dokumentujących jego dzieje.
Jako konstrukt analityczny pokrywa się z późniejszymi etapami Imperium Osmańskiego od około 1750 roku aż do jego rozpadu po zakończeniu I wojny światowej. Okres ten charakteryzował się wzmożoną interwencją zagraniczną, głównie europejską, inwazjami z zewnątrz, reformami Tanzimatu, modernizacją społeczną, globalizacją gospodarczą, poprawą infrastruktury komunikacyjnej i transportowej oraz zmianami politycznymi.